# パンチ工業
パンチ工業株式会社（パンチこうぎょう、英: PUNCH INDUSTRY CO., LTD.）は東京都品川区に本社を置く金型部品メーカーである。

## 沿革
- 1975年（昭和50年）3月 - 創業者森久保有司（現名誉会長）が東京都品川区において、神庭商会株式会社を設立。
- 1977年（昭和52年）8月 - 商号をパンチ工業株式会社に変更。
- 1982年（昭和57年）8月 - プラスチック金型用ハイス（高速度工具鋼）エジェクタピンの量産化に成功。
- 1983年（昭和58年）
  - 11月 - 岩手県北上市に北上工場を設置、操業を開始。金型用部品の量産体制を構築。
  - 12月 - 金型用部品の全国販売を開始。
- 1987年（昭和62年）5月 - 製造部門を北上工場に統合。
- 1989年（平成元年）5月 - 岩手県宮古市に当社グループ会社宮古パンチ工業株式会社（現・宮古工場）を設立。
- 1990年（平成2年）10月 - 中華人民共和国遼寧省大連市に盤起工業（大連）有限公司を設立　中国での金型用部品の製造を開始。
- 1991年（平成3年）4月 - プラスチック金型用部品総合カタログを発行　プレス金型用部品総合カタログを発行。
- 1995年（平成7年）12月 - 中国現地法人の製造能力を増強するため、中国遼寧省大連瓦房店市に工場を設置し操業を開始。
- 1996年（平成8年）10月 - 千葉県飯岡町に千葉工場を設置、操業を開始。
- 1999年（平成11年）7月 - 盤起工業（大連）有限公司においてISO9002認証を取得。
- 2001年（平成13年）12月 - 千葉工場を千葉県旭市に移転。
- 2002年（平成14年）
  - 5月 - 物流サービスの改善を目的として東京都大田区に東京ロジスティクスセンターを設置。
  - 8月 - 盤起工業（大連）有限公司が東莞市に販売拠点を設置。
- 2003年（平成15年）
  - 10月 - 中国遼寧省大連瓦房店市の工場を分離独立し、盤起工業（瓦房店）有限公司を設立。
  - 11月 - 盤起工業（大連）有限公司が上海市に販売拠点を設置。
  - 12月 - 中国江蘇省無錫市に盤起工業（無錫）有限公司を設立。
- 2004年（平成16年）
  - 5月 - 中国広東省東莞市に盤起工業（東莞）有限公司を設立。
  - 7月 - 本社を品川区から港区に移転。
- 2006年（平成18年）
  - 3月 - 株式会社ピンテックの全株式を譲り受け、グループ会社化。
  - 10月 - 北上工場においてISO14001認証を取得。
  - 11月 - 中国遼寧省大連市に大連盤起多摩弾簧有限公司を設立。
- 2008年（平成20年）
  - 3月 - 当社子会社宮古パンチ工業株式会社を吸収合併し、宮古工場として稼働。
  - 12月 - 宮古工場においてISO14001認証を取得。
- 2010年（平成22年）9月 - インド・タミールナド州チェンナイ市にPUNCH INDUSTRY INDIA PVT.LTD.を設立。
- 2011年（平成23年）
  - 1月 - 兵庫県加西市に兵庫工場を設置、操業を開始。
  - 6月 - 大連盤起多摩弾簧有限公司から盤起弾簧（大連）有限公司に社名変更。
  - 9月 - 千葉工場を閉鎖。
  - 12月 - PUNCH INDUSTRY INDIA PVT.LTD. において販売を開始。
- 2012年（平成24年）
  - 8月 - マレーシア　PANTHER PRECISION TOOLS SDN.BHD.と資本・業務提携。
  - 12月 - 東京証券取引所市場第二部へ上場。東京ロジスティクスセンターを東京都大田区から神奈川県横浜市へ移転。
- 2013年（平成25年）
  - 3月 - 中国重慶市に生産物流拠点を設置。
  - 8月 - PANTHER PRECISION TOOLS SDN.BHD.をグループ会社化。
  - 11月 - インドネシアにPT somagede Indonesiaとの合弁会社PT. PUNCH INDUSTRY INDONESIAを設立。
- 2014年（平成26年）
  - 1月 - PANTHER PRECISION TOOLS SDN.BHD.をPUNCH INDUSTRY MALAYSIA SDN. BHD.に社名変更。
  - 3月 - 東京証券取引所市場第一部へ上場。
- 2015年（平成27年）
  - 1月 - 盤起工業（大連）有限公司が、AS9100認証を取得。
  - 12月 - ベトナムにPUNCH INDUSTRY MANUFACTURING VIETNAM CO. LTD. を設立[4]。
- 2016年（平成28年）
  - 3月 - 盤起工業（大連）有限公司が、熱処理工程においてNadcap認証を取得。本社を港区から品川区に移転。
  - 11月 - アメリカ合衆国イリノイ州にPUNCH INDUSTRY USA INC.を設立。
  - 12月 - 盤起工業（大連）有限公司が、「シングル部品」分野においてIRIS認証を取得。
- 2018年（平成30年）5月 - 北上工場においてJISQ9100認証を取得。
- 2023年（令和5年）
  - 6月 - 株式会社ダイモンと連携し、月面探査ロボット「YAOKI（ヤオキ）」の開発に関わる[5]。
  - 10月 - 東京証券取引所スタンダード市場へ市場変更[6]。

## グループ会社
国内
- 株式会社ピンテック - 主としてパンチ工業株式会社向けの製品を製造、販売

海外
- 盤起工業（大連）有限公司（大連パンチ） - 傘下4社からの仕入れも含め、製造した製品、半製品、及び協力工場にて製造した製品等を、主として中国、欧州、米州及びパンチ工業グループに販売。
- 盤起工業（瓦房店）有限公司（瓦房店パンチ） - 主として大連パンチ及び当社向けの製品等を製造、販売。
- 盤起工業（無錫）有限公司（無錫パンチ） - 主として大連パンチ向けの製品等を製造、販売。
- 盤起工業（東莞）有限公司（東莞パンチ） - 主として大連パンチ向けの製品等を製造、販売。
- 盤起弾簧（大連）有限公司（大連スプリング） - 主として大連パンチ及びパンチ工業向けの製品等を製造、販売。
- PUNCH INDUSTRY INDIA PVT. LTD（インドパンチ） - 主として大連パンチ製品等をインド国内へ販売。
- PUNCH INDUSTRY MALAYSIA SDN. BHD.（マレーシアパンチ） - 東南アジアグループ統括機能
自社及び中国グループ等で製造した製品と協力工場で製造した製品を、主としてパンチ工業、欧州、東南アジアへ販売。
- PUNCH INDUSTRY SINGAPORE PTE. LTD.（シンガポールパンチ） - パンチ工業及び中国グループ等で製造した製品と協力工場で製造した製品を主としてシンガポール国内へ販売。
- PUNCH INDUSTRY VIETNAM CO. LTD.（ベトナムパンチ） - パンチ工業及び中国グループ等で製造した製品と協力工場で製造した製品を主としてベトナム国内へ販売。
- PT. PUNCH INDUSTRY INDONESIA（インドネシアパンチ） - パンチ工業及び中国グループ等で製造した製品と協力工場で製造した製品を主としてインドネシア国内へ販売。
- PUNCH INDUSTRY MANUFACTURING VIETNAM CO. LTD.（ベトナム工場） - 主としてパンチ工業向けの製品等を製造、販売。
- PUNCH INDUSTRY USA INC.（USAパンチ） - 主として大連パンチ製品等を米国内へ販売。